# Turdus
A Turdus a madarak osztályának verébalakúak (Passeriformes) rendjébe és a rigófélék (Turdidae) családjába tartozó nem.

## Rendszerezés
A nemet Carl von Linné írta le 1758-ban, az alábbi fajok tartoznak ide:
- léprigó (Turdus viscivorus)
- énekes rigó (Turdus philomelos)
- kínai rigó (Turdus mupinensis)
- szomáli rigó (Turdus ludoviciae)
- szemüveges rigó (Turdus tephronotus)
- vöröscsőrű rigó (Turdus libonyanus)
- jemeni rigó (Turdus menachensis)
- Comore-szigeteki rigó (Turdus bewsheri)
- abesszin rigó (Turdus abyssinicus)
- Taita-rigó (Turdus helleri)
- uzambarai rigó (Turdus roehli)
- São Tomé-i rigó (Turdus olivaceofuscus)
- Princípe-szigeti rigó (Turdus xanthorhynchus)
- fokföldi rigó (Turdus olivaceus)
- Karoo-i rigó (Turdus smithi)
- haiti rigó (Turdus swalesi)
- fehérszemű rigó (Turdus jamaicensis)
- vöröslábú rigó (Turdus plumbeus)
- aranyrigó (Turdus aurantius)
- szürke rigó (Turdus ravidus) – kihalt
- szőlőrigó (Turdus iliacus)
- füstös rigó (Turdus nigrescens)
- guatemalai rigó (Turdus infuscatus)
- vöröskabátos rigó (Turdus rufopalliatus)
- vörösnyakú rigó (Turdus rufitorques)
- vándorrigó (Turdus migratorius)
- hegyi rigó (Turdus plebejus)
- fekete rigó (Turdus merula)
- kínai feketerigó (Turdus mandarinus)[1]
- indiai feketerigó (Turdus simillimus)
- tibeti feketerigó (Turdus maximus)
- bülbülrigó (Turdus boulboul)
- foltos rigó (Turdus cardis)
- kerti rigó (Turdus hortulorum)
- egyszínű rigó (Turdus unicolor)
- rhododendronrigó (Turdus dissimilis)
- Kessler-rigó (Turdus kessleri)
- fenyőrigó (Turdus pilaris)
- örvös rigó (Turdus torquatus)
- vöröstorkú rigó (Turdus ruficollis)
- feketetorkú rigó (Turdus atrogularis)
- Naumann-rigó vagy rőtfarkú rigó  (Turdus naumanni)
- rőtszárnyú rigó (Turdus eunomus)
- fehértorkú feketerigó (Turdus albocinctus)
- gesztenyebarna rigó (Turdus rubrocanus)
- szigeti rigó (Turdus poliocephalus)
- tajvani rigó (Turdus niveiceps[1] vagy Turdus poliocephalus niveiceps)[2]
- vörösfejű rigó (Turdus chrysolaus)
- Kuroda-rigó (Turdus celaenops)
- halvány rigó (Turdus obscurus)
- rozsdabarna rigó (Turdus feae)
- fakó rigó (Turdus pallidus)
- afrikai rigó (Turdus pelios)
- Magellán-rigó (Turdus falcklandii)
- egérrigó (Turdus reevei)
- fakómellű rigó (Turdus leucomelas)
- kakaórigó (Turdus fumigatus)
- Hauxwell-rigó (Turdus hauxwelli)
- kopotthasú rigó (Turdus obsoletus)
- rozsdáshasú rigó (Turdus rufiventris)
- ecuadori rigó (Turdus maculirostris)
- agyagszínű rigó (Turdus grayi)
- csupaszszemű rigó (Turdus nudigenis)
- amazóniai rigó (Turdus sanchezorum)
- egyszínű rigó (Turdus haplochrous)
- tikuna rigó (Turdus lawrencii)
- Turdus murinus[1]
- keretezetthasú rigó (Turdus amaurochalinus)
- Turdus arthuri[1] vagy Turdus ignobilis arthuri[2]
- feketecsőrű rigó (Turdus ignobilis)
- Marañón-rigó (Turdus maranonicus)
- fehértorkú rigó (Turdus assimilis)
- Dagua-rigó (Turdus daguae)
- özvegyrigó (Turdus albicollis)
- okkersárgahasú rigó (Turdus fulviventris)
- kapucnis rigó (Turdus olivater)
- fehérvállú rigó (Turdus nigriceps)
- Turdus subalaris
- óriásrigó (Turdus fuscater)
- Chinguanco-rigó (Turdus chiguanco)
- fényeshátú rigó (Turdus serranus)
- Grayson-rigó (Turdus graysoni[1] vagy Turdus rufopalliatus graysoni)[2]
- Köhler-rigó (Turdus flavipes)
- Taczanowski-rigó (Turdus leucops)
- Tristan-rigó (Turdus eremita[1] vagy Nesocichla eremita)[2]
- antillai rigó (Turdus lherminieri)